# Celownik PSO-1

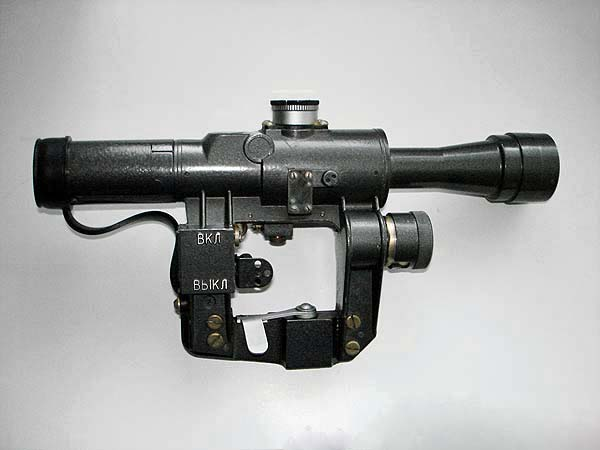
Aktualnie produkowany celownik PSO-1M2 4×24.

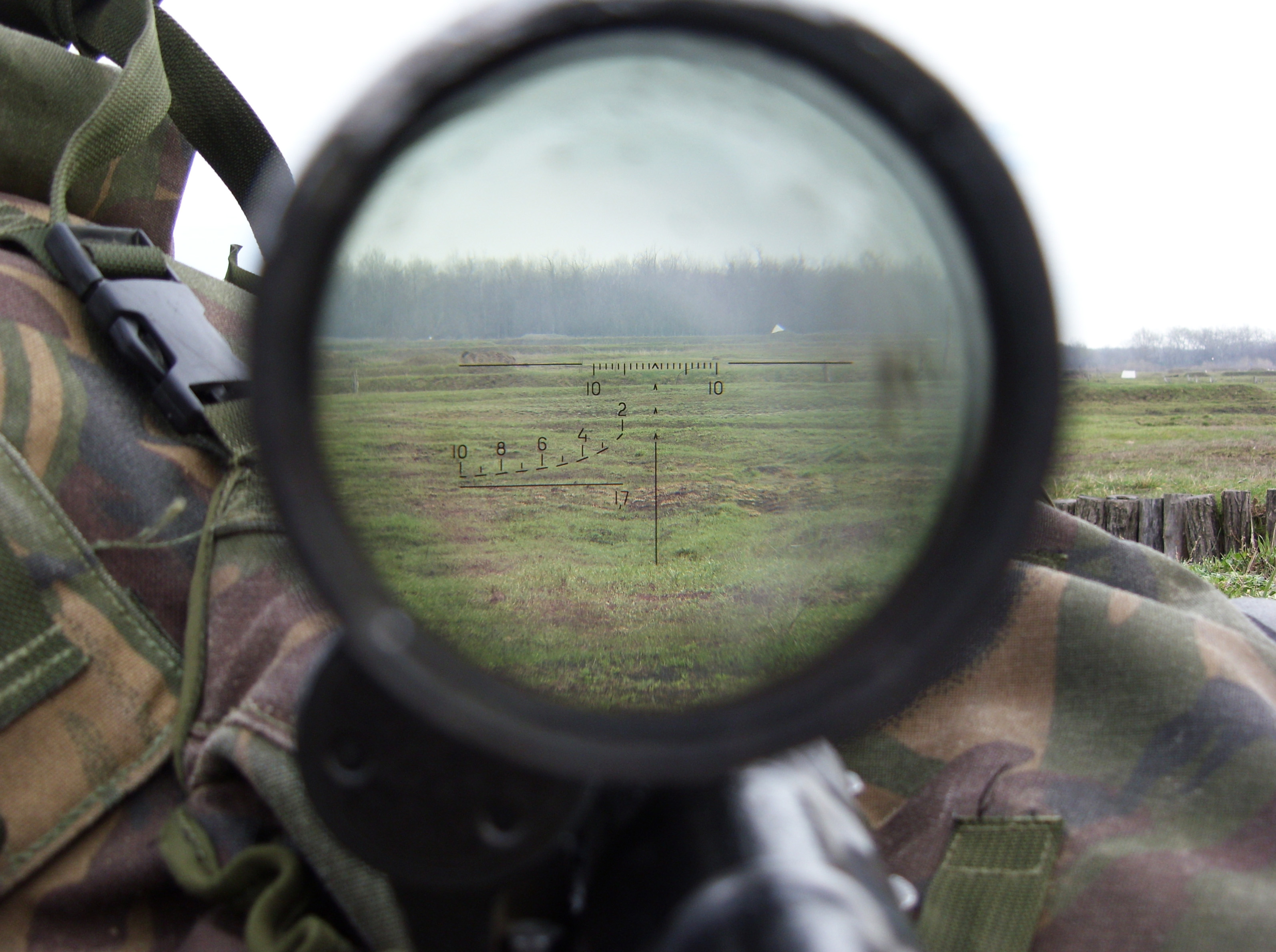
Obraz widziany przez celownik PSO-1

Celownik PSO-1 (ros. ПСО-1, Прицел снайперский оптический) – optyczny celownik strzelecki o przybliżeniu 4×24, opracowany w ZSRR w 1964 r. PSO-1 doczekał się licznych modernizacji oraz wersji regionalnych w państwach bloku wschodniego. W zmodernizowanych wersjach jest nadal produkowany w Rosji i na Białorusi.
Pierwotnie przeznaczony dla karabinu wyborowego SWD, z czasem (wraz z wersjami rozwojowymi) wykorzystywany również w innych rodzajach broni strzeleckiej (np. w SWU, WSS Wintoriez, WSK-94, AS Wał, AKM, AK-74).

## Budowa
PSO-1 wyposażony został w podświetlaną siatkę celowniczą z dodatkową podziałką (pełniącą funkcję uproszczonego dalmierza) umożliwiającą oszacowanie odległości od celu i pasywny ekran luminescencyjny (nie wymagający zasilania) umożliwiający wykrycie silnych źródeł promieniowania podczerwonego. Wypełniony suchym azotem tubus celownika wykonany jest z lakierowanej stali (początkowo w kolorze szarym – młotkowym, później czarnym). Uchwyt celownika jest zintegrowany z tubusem. Soczewki pokryte są wielowarstwową powłoką antyrefleksyjną.

### Dane techniczne
Specyfikacja:
- Powiększenie – 4 razy
- Średnica obiektywu – 24 mm
- Kąt widzenia – 6°
- Odstęp źrenicy wyjściowej – 68 mm
- Średnica źrenicy wyjściowej – 6 mm
- Bateria – A 316 lub 2 РЦ63 (1,5V)
- Wymiary – 337×136×72 mm
- Waga – 620 g

### Budowa zewnętrzna

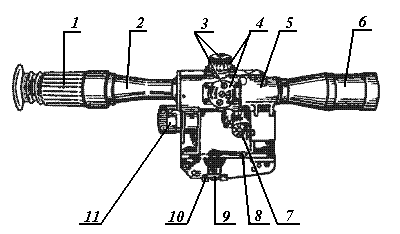
Ujęcie z prawej strony celownika
1 – muszla oczna
2 – okular,
3 – śruby,
4 – pokrętła regulacji (w pionie i poziomie),
5 – tubus ze zintegrowanym uchwytem montażowym,
6 – obiektyw,
7 – przełącznik podświetlenia,
8 – śruba mocująca,
9 – nakrętka regulacyjna uchwytu,
10 – zacisk uchwytu,
11 – pojemnik na baterie.

### Budowa wewnętrzna

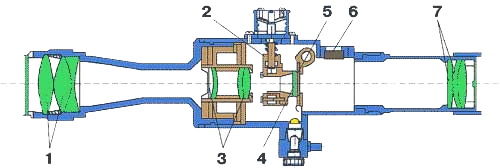
Ujęcie z lewej strony celownika
1 – zespół soczewek obiektywu,
2 – system regulacji (w pionie i poziomie),
3 – zespół soczewek układu odwracającego obraz,
4 – siatka celownicza,
5 – ekran luminescencyjny,
6 – filtr światła,
7 – zespół soczewek okularu.

### Siatka celownicza

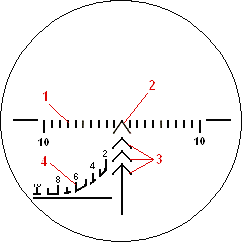
Siatka celownicza

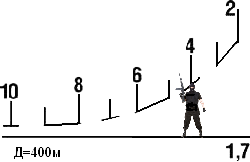
Uproszczony dalmierz umieszczany na siatce celowniczej

Cechą charakterystyczną rodziny celowników opartych na PSO-1 jest specyficzna siatka celownicza. Składa się ona z:
- Systemu znaków celowniczych umieszczonych pośrodku pola widzenia w formie symbolu {\displaystyle \land } (kareta).
- Górny (główny) znak celowniczy używany jest do strzelania na dystansie do 1000 m (przy wprowadzeniu poprawki na bębnach). [nr 2 na ilustracji]
- Trzy położone niżej pomocnicze znaki celownicze, używane są do strzelania odpowiednio na dystansach: 1100, 1200 i 1300 m (przy bębenku odległościowym ustawionym na wartość 10). [nr 3 na ilustracji]
- Symetrycznych podziałek skalowanych w tysięcznych, umieszczonych po bokach głównego znaku celowniczego służących do nanoszenia poprawek bocznych przy celowaniu. [nr 1 na ilustracji]
- Podziałki dalmierza, umieszczonej w dolnej lewej ćwiartce siatki, służącej szacowaniu odległości do celu. Wyskalowana jest ona co 100 m i obejmuje sylwetkę stojącego człowieka o wzroście 1,70 m. [nr 4 na ilustracji]

Nastawy i siatka celownika PSO-1 dostosowane są do balistyki pocisków naboju 7,62 × 54R (pierwotnie w wersji 7N1, a od 1999 r. w wersji 7N14).

### System mocujący

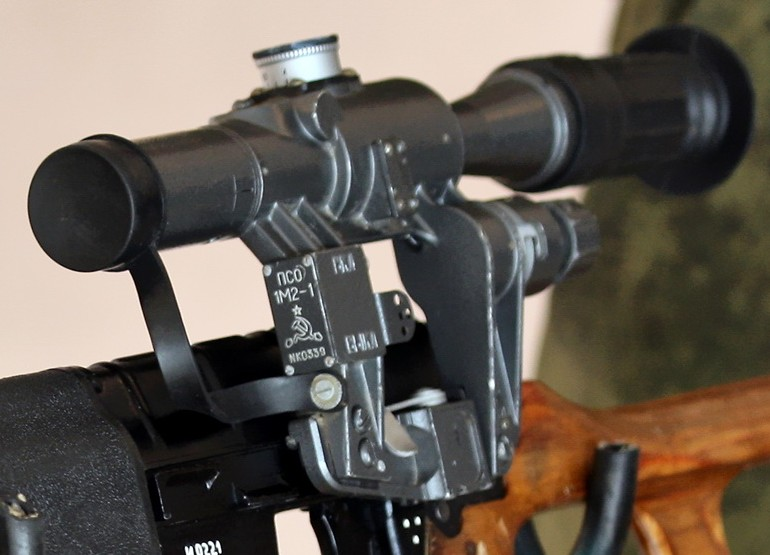
PSO-1-1 zamontowany na karabinku WSS Wintoriez

Celownik PSO-1 posiada zintegrowany z tubusem uchwyt przeznaczony do charakterystycznego systemu montażu na broni, znanego jako montaż boczny (pot. na jaskółczy ogon). System ten pierwszy raz wykorzystano w 1961 r. do mocowania celownika noktowizyjnego NSP-2 na karabinku automatycznym AKM. W przeciwieństwie do większości popularnych systemów, w montażu bocznym podstawa celownika nie znajduje się bezpośrednio na komorze zamkowej, a na jej bocznej ściance. Wymuszone to zostało sposobem rozkładania karabinków AKM, w których występuje zdejmowana pokrywa komory zamkowej. W przypadku umieszczenia na niej celownika, po każdym rozłożeniu (np. w celu czyszczenia) broń należałoby na nowo przestrzelać korygując ustawienia celownika. System boczny eliminuje ten problem, ponadto nie zasłania mechanicznych przyrządów celowniczych umożliwiając ich stosowanie zamiennie z celownikiem optycznym.
Montaż boczny stał się standardowym, uniwersalnym systemem mocowania celowników optycznych i noktowizyjnych w radzieckiej broni strzeleckiej, rozpowszechniony został także w państwach Układu Warszawskiego. Obecnie nadal stosowany jest w wielu państwach, a przede wszystkim w Rosji, gdzie zaadaptowano go również do celowników kolimatorowych (np. Kobra EKP-1S-03).

## Wersje

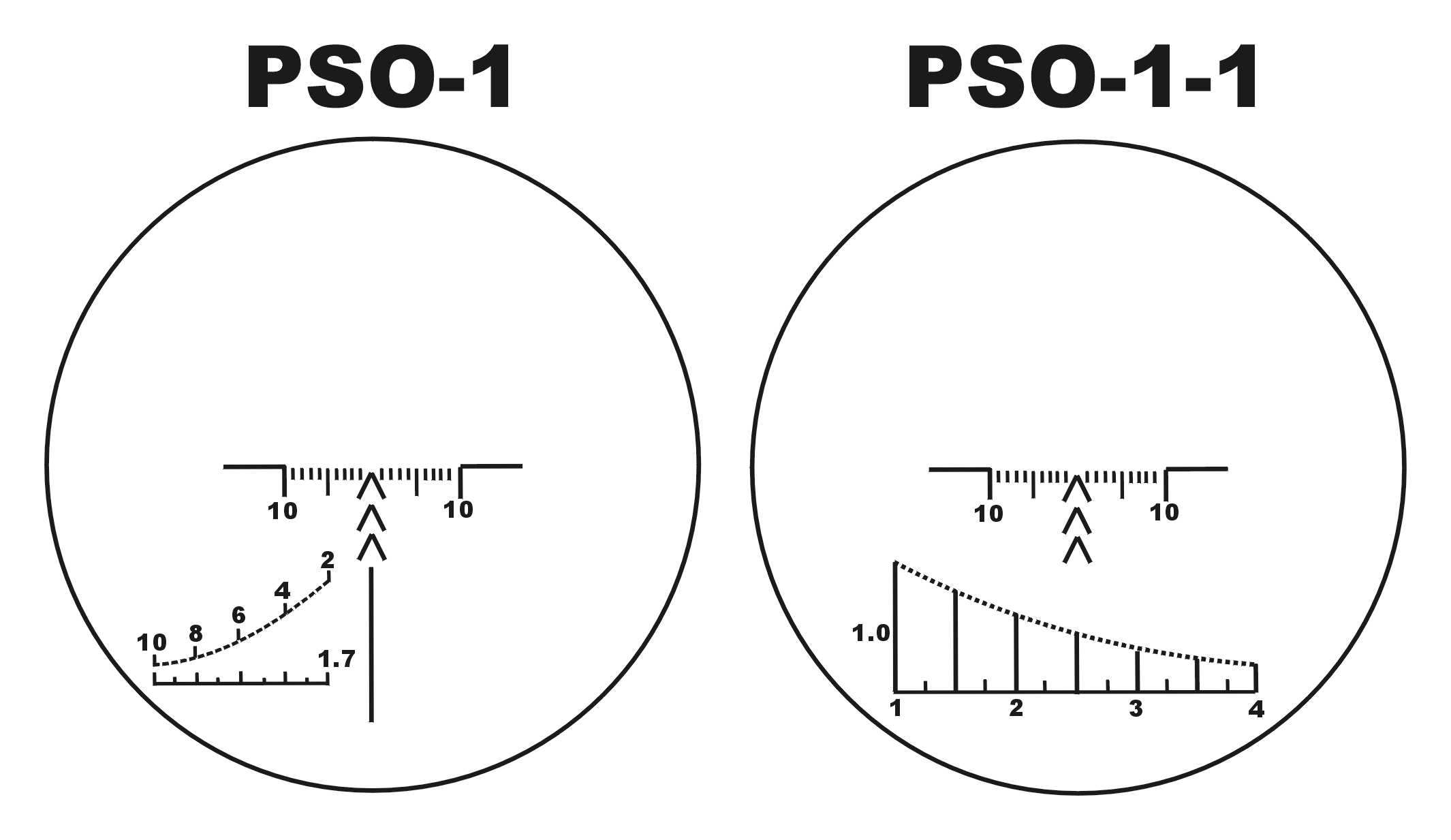
Porównanie siatek celowników PSO-1 i PSO-1-1.

- PSO-1 – pierwotna, podstawowa wersja celownika.
  - PSO-1M – wersja bez ekranu elektroluminescencyjnego.
  - PSO-1-1 – wersja z nastawami dostosowanymi do balistyki pocisków naboju 9 × 39 mm. Posiada zmodyfikowaną siatkę celowniczą, z dalmierzem umieszczonym bezpośrednio pod znakami celowniczymi. Nastawy oraz siatka celownicza skalowane są do 400 m.
- PSO-1M2 – produkowana obecnie w Rosji przez państwowe zakłady zbrojeniowe „Novosibirsk Instrument-Making Plant” (NPZ) w Nowosybirsku. Nowoczesna wersja celownika z diodą LED służącą do podświetlenia siatki celowniczej. Tubus wykonany ze stopów magnezu (co redukuje masę), lakierowany na kolor czarny, nie posiada ekranu luminescencyjnego.
  - PSO-1M2-1 – wersja przystosowana do baterii AA, ma dłuższy tubus na baterię.
  - PSO-1M2-01 – wersja przystosowana od balistyki pocisków naboju 9 × 39 mm,
  - PSO-1M2-02 – wersja przystosowana od balistyki pocisków naboju 12,7 × 108 mm zasilających karabiny wyborowe OSW-96. Skala nastaw i siatki celowniczej w zakresie od 100 do 2000 m.

Nowe celowniki optyczne powstałe jako rozwinięcie PSO-1:

PSO-3 – celownik o mocniejszym powiększeniu i większej średnicy obiektywu (8×42)

Specyfikacja:
- Powiększenie – 8 razy
- Średnica obiektywu – 42 mm
- Kąt widzenia – 3°
- Odstęp źrenicy wyjściowej – 68 mm
- Średnica źrenicy wyjściowej – 5 mm
- Bateria – A 316 lub 2 РЦ63 (1,5V)
- Wymiary – 406×138×76 mm
- Waga – 750 g

POSP 3-9×42 – celownik o zmiennym powiększeniu i większej średnicy obiektywu (3×42 lub 9×42).

Specyfikacja:
- Powiększenie – 3 lub 9 razy
- Średnica obiektywu – 40 mm
- Kąt widzenia – 6,5-2,5°
- Odstęp źrenicy wyjściowej – 73–76 mm
- Średnica źrenicy wyjściowej – 5 mm
- Bateria – 3 v (2 x AG13)
- Wymiary – 420×82×62 mm
- Waga – 900 g

Podobne celowniki optyczne opracowane w innych państwach:

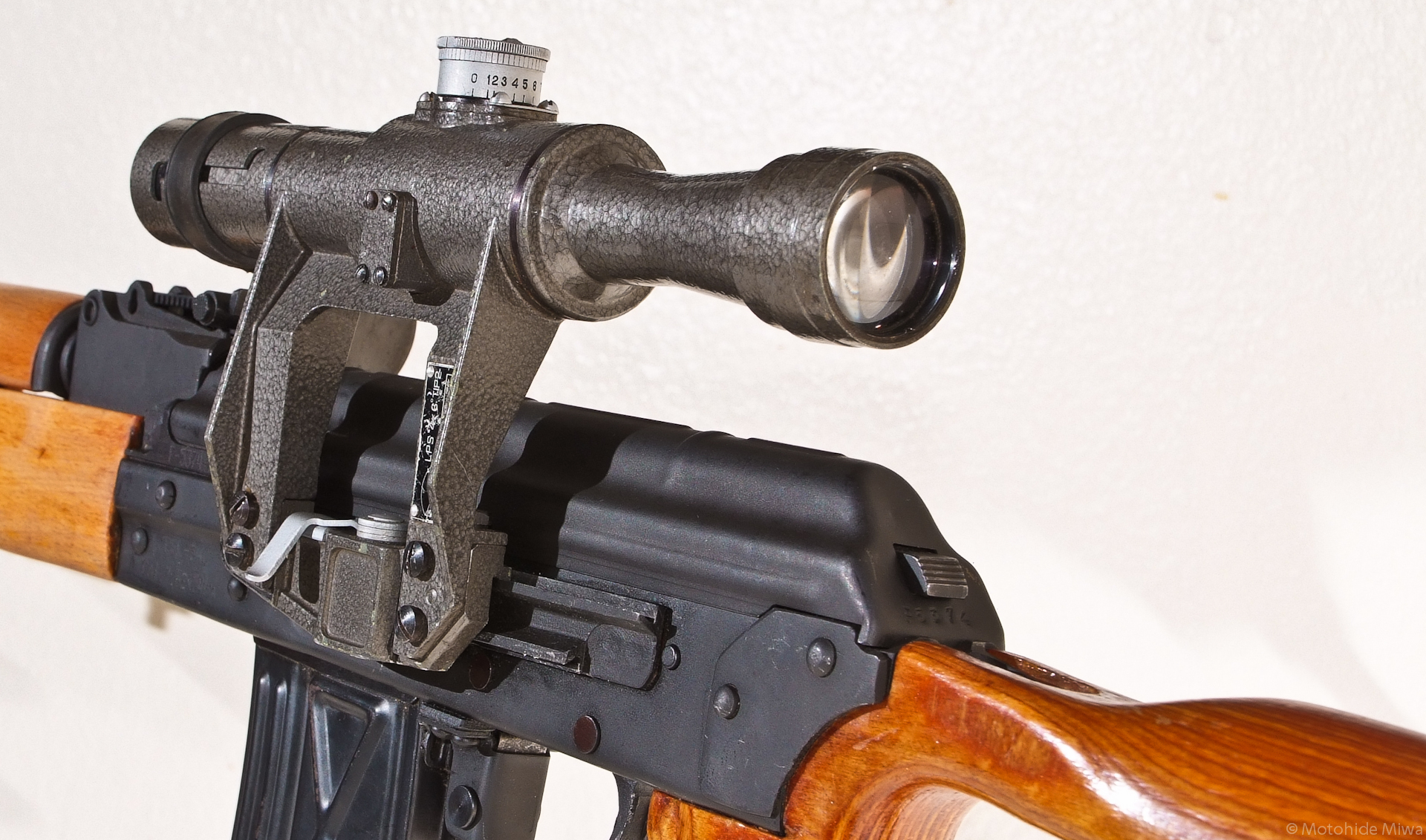
Rumuński celownik LPS 4×6° TIP2 montowany na karabinie wyborowym PSL

- Rumunia – celownik LPS 4×6° TIP2 produkcji I.O.R.
- Chiny – celownik Typ JJJ
- Białoruś – rodzina celowników POSP
- Serbia – celownik ZRAK M-76 4×5°10′ / ZRAK ON-M76
- NRD – celownik PSO
- Korea Północna – celownik Typ 78